# Mariano Picón Salas
Pour les articles homonymes, voir Picón (homonymie).
Mariano Federico Picón-Salas, né à Mérida le 26 janvier 1901 et mort à Caracas le 1er janvier 1965, écrivain, diplomate, historien et une personnalité de la vie intellectuelle et politique du Venezuela au XXe siècle.

## Biographie
Fils de Pio Nono Picón et Delia Salas Uzcátegui. Il termine ses études élémentaires et secondaires à sa ville natale. En 1918, il commence les études en droit à l'université des Andes, où il fonde et dirige le magazine Arístides Rojas avec Mario Briceño Iragorry et Antonio Spinetti Dini.
En 1920, il s'installe à Caracas pour poursuivre ses études en droit à l'université centrale du Venezuela (UCV). Cependant, en 1921, il abandonne ses études pour des problèmes économiques, mais il est nommé chef des services de la direction de la politique internationale du ministère des Affaires étrangères (emploi qu'il occupe entre février et juin) puis directeur de la politique économique (entre juillet et novembre) du ministre Esteban Gil Borges.
Fin 1921, il revient à Mérida, où il reste jusqu'en juin 1923, date à laquelle, pour des raisons personnelles, sa famille est contrainte d'émigrer au Chili. À Santiago, il s'inscrit au cours d'histoire de l'université de Santiago où il obtient son diplôme en 1927. En 1928, il obtient un doctorat en littérature et philosophie de la même université. De 1928 à 1935, il occupe le poste de professeur d'histoire de l'art et de littérature générale à la faculté des beaux-arts et de philosophie de l'université du Chili. Il est également professeur d'histoire à l’internat national « Barros Arana » dans la capitale chilienne.
En 1930, avec Mariano Latorre et Oscar Vera, il fonde le groupe littéraire Index à Santiago. Pendant deux ans, il dirige l'organe officiel du mouvement : le magazine Índice. En 1932, il a occupé le poste de recteur de l'université du Chili, bien que brièvement. En février 1936, il revient au Venezuela. Ici, le 8 mars de la même année, il fonde avec Rómulo Betancourt, Alberto Ravell et Luis Beltrán Prieto Figueroa, entre autres, le Mouvement pour l'Organisation Révolutionnaire Vénézuélienne (ORVE). Le 15 juin 1936, il est nommé surintendant de l'éducation. Dans ce rôle, il propose la création de l'Institut pédagogique, créé deux mois plus tard (octobre 1936). Il a été nommé chef des affaires à l'ambassade du Venezuela en Tchécoslovaquie (1936-1937).
Au milieu de 1937, il renonce à son engagement diplomatique et s'installe au Chili, où il restera jusqu'en 1938, date de son retour au Venezuela où il occupe le poste de directeur de la Culture et des Beaux-Arts du ministère de l'Éducation (1938-1940). À Caracas, il a fondé et dirige la Revista Nacional de Cultura. En 1943, il est nommé directeur culturel de l'ambassade du Venezuela à Washington, travaillant également comme professeur invité dans diverses universités nord-américaines : Columbia, Middlebury, Smith et l'université de Californie. A la fin 1944 il rentre au Caracas où il reprend le journal El Tiempo, jusqu'en mars de l'année suivante.
Il a été doyen-fondateur de la Faculté des lettres et de philosophie de l'UCV (1946) et il a été nommé ambassadeur du Venezuela en Colombie (1947-1948). En novembre 1948, lors le coup d'état perpétré contre le président Rómulo Gallegos, il renonce à son poste d'ambassadeur et se rend au Mexique comme professeur invité au El Colegio de México.

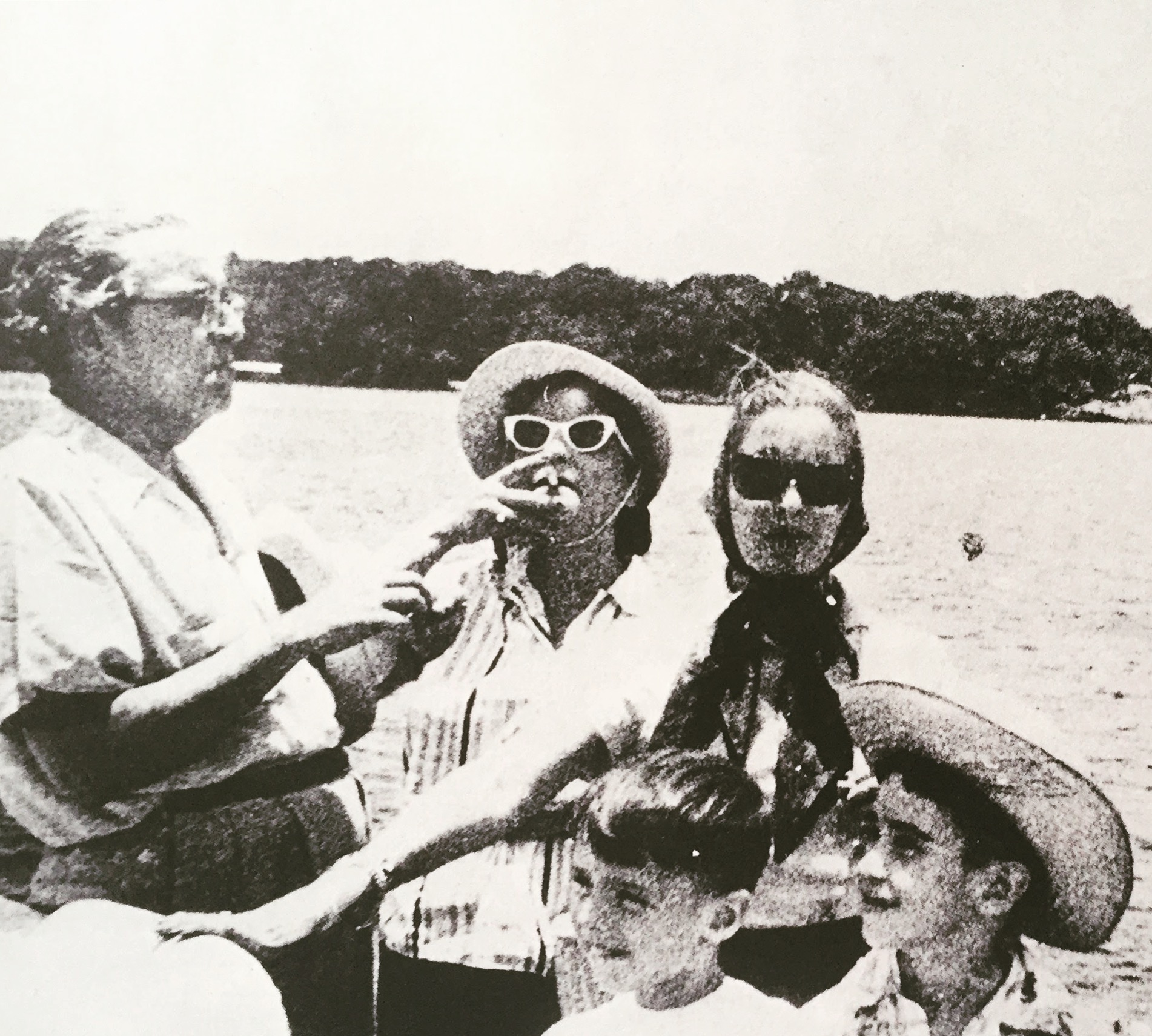
Picón-Salas en visite au Caroní, 1957.

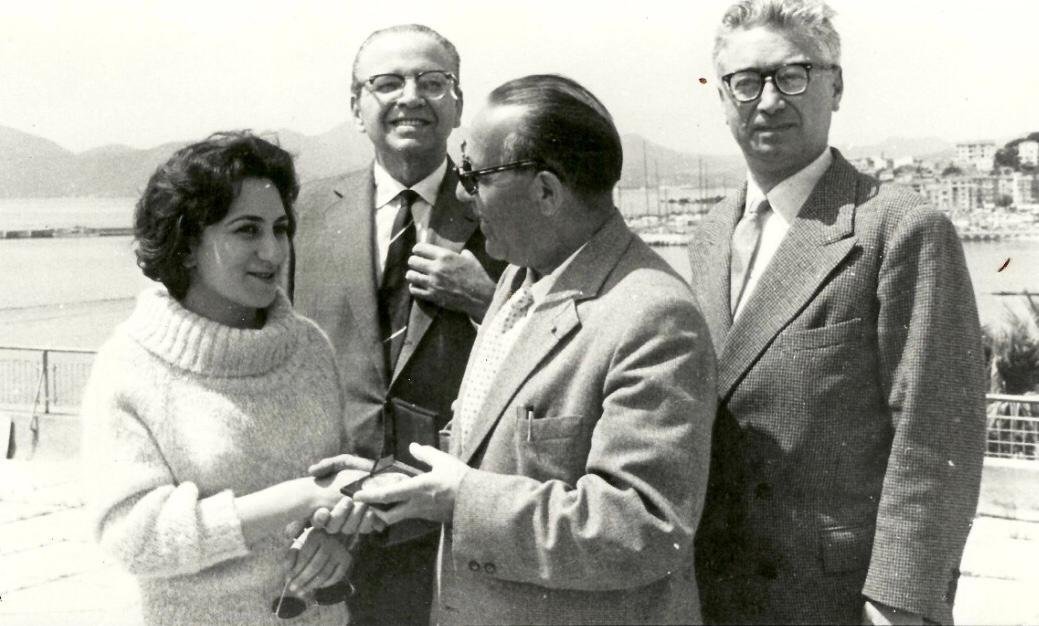
Picón-Salas avec la cinéaste Margot Benacerraf et deux membres du jury du Festival de Cannes 1959.

De 1949 à 1952, il travaille comme professeur invité dans les universités de Porto Rico (1949-1951) et de Californie à Los Angeles (1951-1952). Entre 1952 et 1954, il est rédacteur en chef du supplément « Papel literario » du journal El Nacional. Entre 1958 et 1963, il a été ambassadeur du Venezuela au Brésil (1958-59), délégué du Venezuela auprès de l'UNESCO à Paris (1959-1962) et ambassadeur du Venezuela au Mexique (1963), travail auquel il renonce pour des raisons de santé. Lors de son retour au Venezuela, il est nommé secrétariat général de la présidence (1963-1964). Il a été fondateur et premier président de l'Institut national de la culture et des beaux-arts (Inciba), fonction qu'il a occupé jusqu'à sa mort.
Picón-Salas a reçu le Prix national de littérature 1954. Aussi a été membre fondateur de l'Association des écrivains du Venezuela, et membre de l'Académie Nationale d'Histoire (1947).
Ses restes reposent dans sa ville natale depuis le 9 octobre 1992.

## Œuvre
Picón-Salas a écrit des romans, des essais d'histoire et de critique. Il publie son premier ouvrage en 1917 à l'âge de seize ans et à l'âge de dix-neuf ans son premier livre Buscando el camino (1920). Ses œuvres comprennent : Formación y proceso de la literatura venezolana (1940), De la Conquista a la Independencia (1944), Dependencia e independencia en la historia hispanoamericana (1953) et Crisis, Cambio y Tradición (1955).
Ses principaux romans sont : Viaje al amanecer (1943) et Los tratos de la noche (1955). Le thème central de ses essais est l'universalité de la culture hispano-américaine établie à partir de la réflexion sur l'identité et le destin du Venezuela et de l'Amérique espagnole. Dans le domaine de l'histoire, se distinguent les biographies de Francisco de Miranda (1946) et Cipriano Castro (1953).
Ses deux œuvres autobiographiques (Viaje al amanecer, Regreso de tres mundos) ont été traduits en français : Voyage au point du jour (1956) et Au carrefour de trois mondes (1964).